# Dark Rift
Dark Rift es un videojuego de lucha 3D para Nintendo 64, notable por ser el primer juego de N64 en usar 60 fotogramas por segundo . Ha sido referido como el primer juego de lucha nativo de Nintendo 64, aunque originalmente comenzó como un juego de Sega Saturn. Además, originalmente se anunció que la versión de Microsoft Windows del juego precedería a la versión de Nintendo 64 por un mes.
Originalmente se anunció bajo el título Criticom II, y es el segundo de tres juegos de lucha desarrollados por Kronos Digital, que se encuentran entre Criticism y Cardinal Syn.

## Jugabilidad
Los jugadores eligen entre ocho personajes jugables para comenzar; también hay dos personajes ocultos que se desbloquean al completar el juego en el modo para un jugador. Las peleas se realizan por defecto en tres de cinco rondas, a diferencia de las dos de tres más convencionales.

## Trama
Dark Rift tiene lugar en un futuro lejano, en algún momento después de los eventos de Criticom. El juego abarca tres dimensiones: la Dimensión Neutral (donde se encuentra la Tierra), la Dimensión Oscura (hogar de los demonios) y la Dimensión de la Luz (hogar de los seres de energía). Aunque las criaturas de la Dimensión Oscura son demoníacas, no hay indicios de que los habitantes de la Dimensión de la Luz tengan cualidades angelicales.
El cristal (cuya adquisición es la principal motivación de los personajes de Criticom) resulta ser el elemento central principal de una llave maestra, que tiene el poder de todos los secretos del universo. La Llave Maestra fue encontrada hace eones alojada en un desgarro espacial. Cuando se recuperó, estalló en tres pedazos, enviando dos pedazos a dimensiones alternativas y ensanchando el desgarro en el mismo nombre del juego, Dark Rift.

## Desarrollo
Stan Liu (director y fundador de Kronos) dijo: "Nos quedamos atrapados haciendo juegos de lucha por un tiempo simplemente porque éramos uno de los pocos desarrolladores de juegos de Estados Unidos que realmente hizo un juego de lucha. Por lo tanto, Dark Rift y Cardenal Syn".
A diferencia de su predecesor Criticom, captura de movimiento se utilizó para crear todas las animaciones de los luchadores en Dark Rift. El trabajo de animación fue dirigido por Ted Warnock, cuya experiencia fue en animación tradicional.
El juego se localizó en Japón con el nombre 'Space Dynamites' (Space Dynamites Supēsu Daiinamaitsu?) el 27 de marzo de 1998.

## Recepción
Dark Rift recibió críticas mixtas en general. Varios críticos lo consideraron una mejora espectacular con respecto al anterior juego de lucha de Kronos, Criticom. Doug Perry de IGN, por ejemplo, concluyó que "Kronos ha superado su síndrome de Criticom: el nivel de detalle de los personajes está ahí, los muchos combos encadenados, la sensación del juego, la variedad de luchadores y los estilos de lucha son todos buenos. Dark Rift brilla a través de sus debilidades y, por el momento, puede ser llamado el mejor luchador en Nintendo 64". Los aspectos más elogiados fueron los gráficos y animación; Shawn Smith de Electronic Gaming Monthly fue tan lejos como para compararlo con Virtua Fighter 3 (un juego que se ejecutaba en hardware arcade de última generación) a este respecto. Sin embargo, él y sus tres co-revisores comentaron además que el juego es débil en todos los demás aspectos, y Jeff Gerstmann de GameSpot dijeron que "se siente como una mezcolanza de monstruos, demonios y tipos armados inspirada en Virtua Fighter. Los efectos gráficos son las únicas cosas que evitan que "Dark Rift" caiga por debajo del promedio". Por contradicción, Perry y un crítico de "Next Generation" elogiaron mucho los diseños de personajes, particularmente Demonica y Morphix.
Las críticas específicas del juego variaron. Perry y Dan Hsu de EGM dijeron que los proyectiles son lentos hasta el punto de ser inútiles. Edge criticó a Dark Rift por carecer de características originales, llamándolo un juego de lucha promedio que "no logra producir una sola sorpresa o provocar un momento de acción impresionante". GamePro encontró los combos demasiado difíciles de realizar, pero no obstante consideró que Dark Rift es "un juego de lucha en 3D rápido, divertido y basado en polígonos que es imaginativo con su uso de gráficos y puede abrir camino para otros luchadores polivalentes como Tekken en la N64".